# Biljard

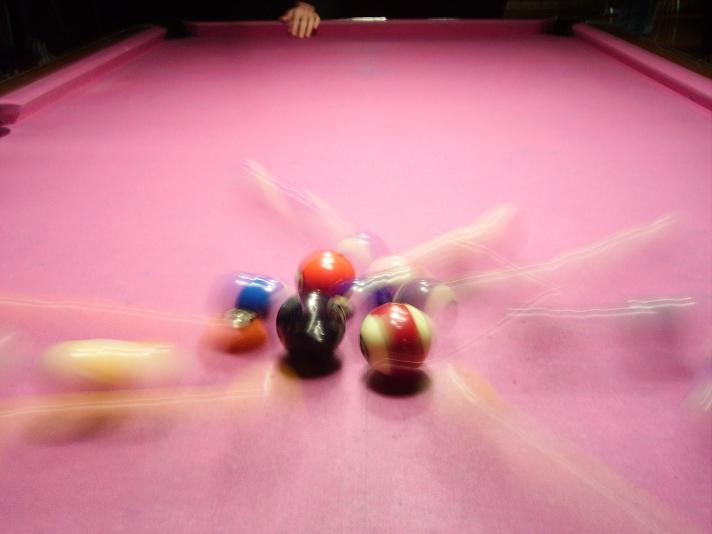
Biljardbollar skjuts runt efter en inledande stöt

Biljard är samlingsnamnet för de spel som spelas på tygklädda bord med bollar vilka spelarna stöter runt på bordet med hjälp av en biljardkö. Ordet biljard kommer från provensalskans bilhard 'lång stav', alternativt bille 'kula'. Biljard delas ofta in i tre huvudsakliga grenar: pool, carambole och snooker.
En biljard är även namnet på lokalen där biljardsporterna utövas. 
Det finns en rad olika former av pool: 8-ball, 9-ball, 14:1(kontinuerlig nummerboll), amerikansk nummerboll, one-pocket, rotation, puck, 10-ball, 7-ball och 5:a-9:a.

## Historia

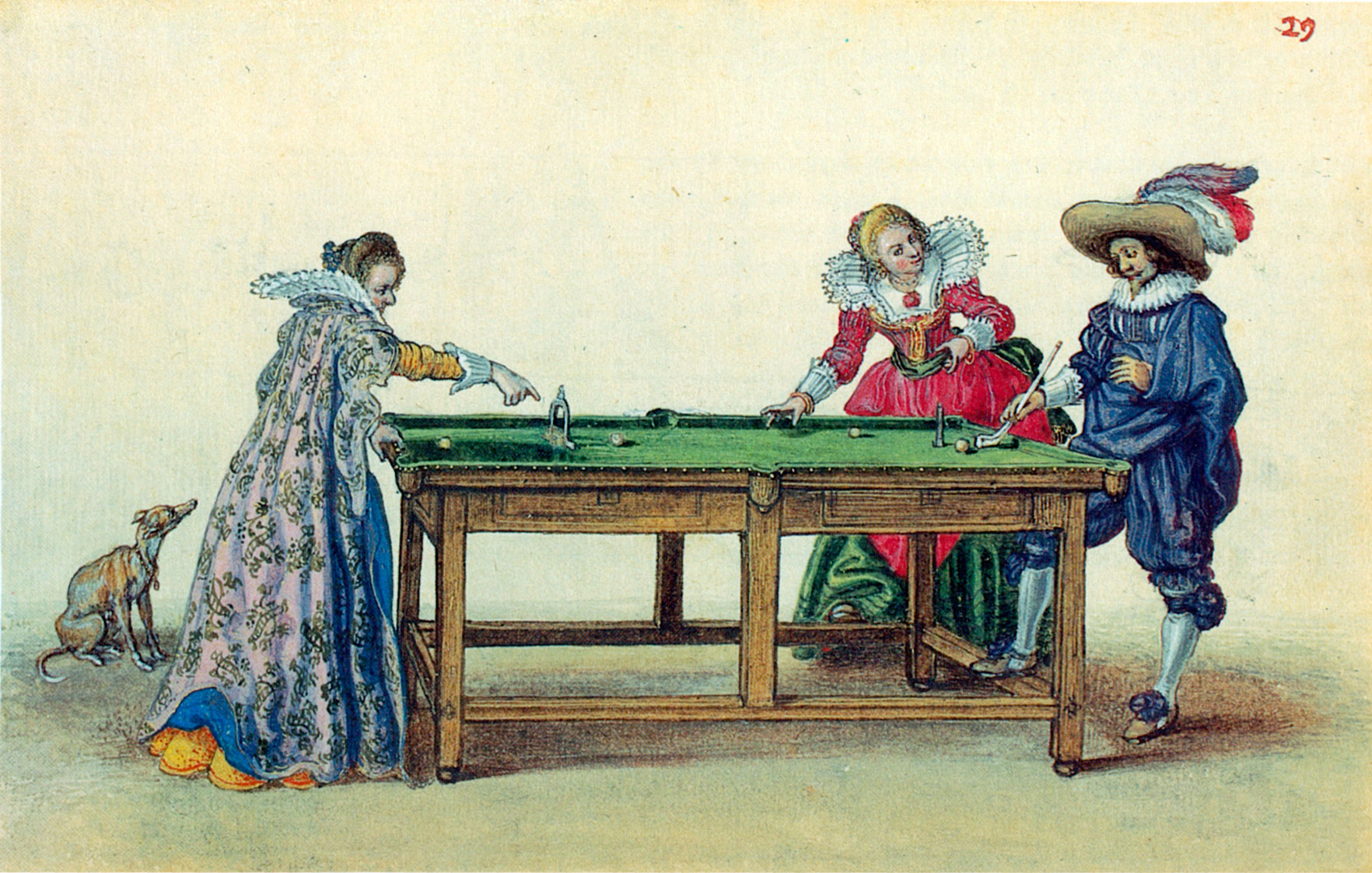
Biljardspelandet såsom det såg ut under 1600-talet.

### Tidig historia
Det går att spåra biljardens ursprung så långt bak som till 1100-talet. Det finns från denna period målningar på spel med stora likheter med dagens spel. Dessa tidiga biljardliknande spel hade större likheter med krocket och golf och det fanns en uppsjö av varianter på spelet. Målet var att stöta eller knuffa en boll till en i förväg bestämd destination. Utrustningen var enkel, en stav och en boll. Destinationen för bollen markerades med koner, bågar och pinnar som skulle knuffas ner eller passeras igenom.
Med detta är det inte sagt att det inte funnits biljardliknande spel ännu tidigare. Det finns teorier om att den engelska Tempelherreorden tog med sig spelen hem från Frankrike kring år 1164.
Men det är först på 1300-talet som spelandet började ta fart. När tempelriddarorden år 1314 upplöstes av den franske kungen blev reglerna kring rekreation för riddare strängt reglerat och endast vissa typer av aktiviteter tilläts. De biljardliknande spelen inkluderades i dessa aktiviteter.
Men år 1369 ansågs även dessa lekar för farliga och spelandet begränsades till endast en dag per år. Från år 1441 ansåg alla sorters spel orsaka hat och ondska och alla som blev påkomna med att spela blev bannlysta. Men det stoppade inte folk som i hemlighet flyttade spelen utom synhåll.

### 1470–1600
Det första biljardbordet tillverkades 1470. Det tillhörde den franska kungen Ludvig XI och indikerar en förändring i moraluppfattningen kring dessa spel. Med kungens godkännande upphörde också den religiösa förföljelsen och adel kunde delta i spelen. Till och med prästerskapet påstås ha deltagit.
De tidiga bordspelen i slutet av 1400-talet var väldigt lika de spel som spelats på marken, de spelades med pinnar, koner och bågar. Skillnaden var att utrymmet blev mycket mindre på grund av den begränsade bordsytan. Dessutom upptäckte man att man genom att bygga upp vallar kunde förlänga spelen. Det fanns inga skrivna regler för hur spelen skulle spelas utan den som ägde bordet bestämde också reglerna. 
I början av 1500-talet spred sig spelet snabbt i Frankrike, och i slutet av århundradet fanns bord på tavernor, värdshus och andra publika platser. Från Frankrike spred sig spelet vidare till andra europeiska länder. I och med att behovet av bord ökade började kungligheter tävla i att hitta hantverkare att tillverka de mest magnifika bord och spelrummen.
Även då spelet fortfarande spelades mest bland adeln började nu även andra samhällsklasser skaffa sig tillgång till bord. Borden vara enkla i förhållande till adelns, tillverkade av det material man kunde komma åt. 
På mitten av 1500-talet spred sig så biljardhysterin till England och en av de främsta utövarna påstås ha varit den skotska drottningen Maria Stuart. Hon skall enligt sägnen tillåtits att ha ett biljardbord i sin cell men före sin avrättning så blev hon fråntagen detta privilegium och ska då ha skrivit och beklagat sig till ärkebiskopen av Glasgow. Hon tilläts trots detta aldrig mer att spela men ska enligt sägnen ändå ha fått en sista önskan uppfylld. Efter halshuggningen 1587 sveptes hennes kropp i duken från det bord hon spelat på i sin cell.

### 1600–1700
Det var inte förrän på 1600-talet som biljarden började uppmärksammas på allvar. En av de första referenserna till biljard i litteraturen kan hittas i Shakespeare pjäs Antonius och Cleopatra. Ett av de populäraste styckena i denna pjäs är när den egyptiska drottningen föreslår sin kammarjungfru Charmian ”Let's to Billiards”. Detta i akt två, scen 5.
Även om spelet hade tagits upp av alla europeiska kungahus så var det bara i Frankrike som spelet nått alla nivåer av samhället. Utanför Frankrike var det enbart ett spel för adel och monarker. Det var egentligen inte förrän under Ludvig XIII:s och Ludvig XIV:s tid som spelet började sprida sig genom Europa. Kungligheter rekryterade skickliga spelare, för att lära sig allt som gick om spelet. Från att ha varit en lek blev det nu en sport och kungahusen började hålla turneringar. Biljardyran spred sig nu också till städer och byar där biljardborden poppade upp på tavernor och värdshus precis som i de gjort i Frankrike hundra år tidigare.
1674 publicerades Charles Cottons bok ”the Complete Gamester”. Den innehåller några av de tidigaste beskrivningarna av biljard. Även om boken till största delen består av regler och beskrivningar av utrustning så ger det en god inblick i hur viktigt biljard kommit att bli. Bland annat kan man läsa att ”few Towns of note therein which hath not a public Billiard-Table”.

### 1700–1800
På 1700-talet började så stegen mot den moderna biljarden. Den största förändringen vid denna tid var förmodligen biljardkön. Tidigare hade man använt vanliga träkäppar men genom att vända på käpparna och använda den smalare delen av käpparna när bollarna låg mot vallarna upptäckte spelarna fördelarna en omedelbar förbättring i sitt spel. Innan dess hade man snarast knuffat än stött runt bollarna på bordet. Gradvis försvann nu också bågen och pinnen från bordet.

## Utrustning

### Biljardbollar

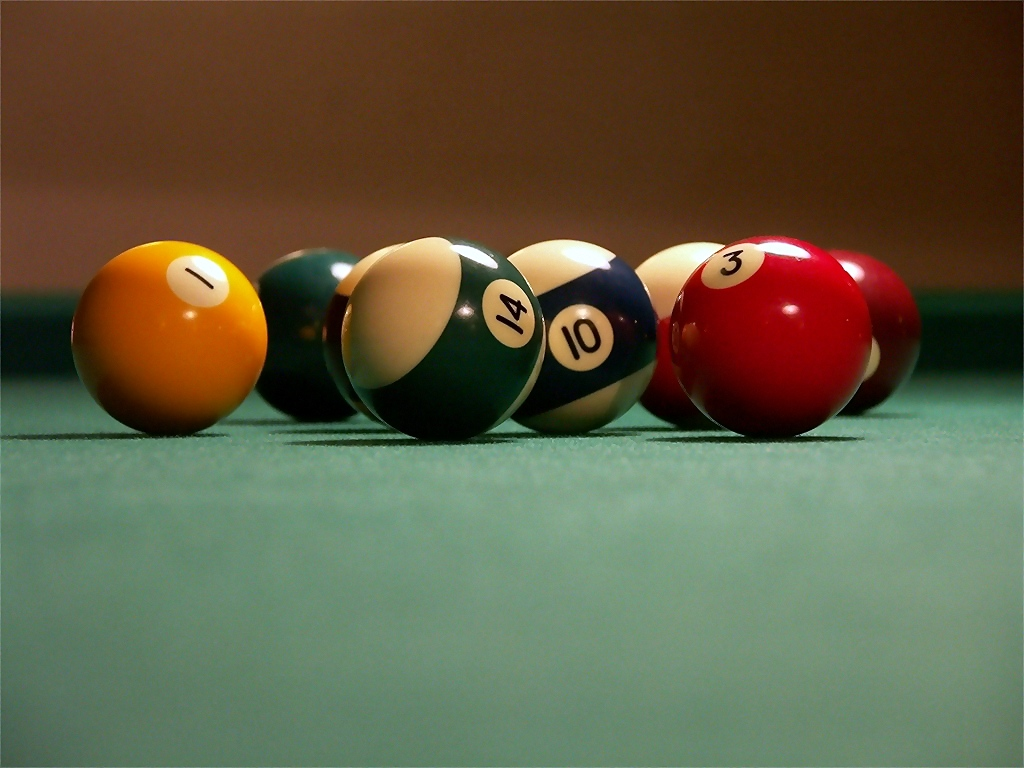
Biljardbollar.

Antal, färg, diameter och mönster skiljer sig åt beroende på gren och disciplin. I Pool är bollens diameter 57,2 mm. För bland annat 8-ball och 14:1 används sexton bollar: Femton färgade och numrerade ”objektbollar” (dessängbollar) och en vit köboll. I de flesta fall kallas objektboll 1 till och med 7 för ”hela” då de är helfärgade i färgerna gul, blå, röd, lila, orange, grön och brun. Boll nummer 8 är helt svart. Boll nummer 9 till och med 15 kallas för ”halva” och är vita med en rand i färgerna gul, blå och så vidare i samma ordning som de sju första. I spel som 9-ball används enbart bollarna 1 till och med 9.
Carambolebollen är 61,5 mm. Man använder tre bollar, två köbollar och en röd objektboll. Vanligtvis är den ena köbollen vit och den andra gul, eller vit med en prick på.
Snookerbollen är 52,5 mm. Sammanlagt används tjugotvå bollar: femton röda objektbollar plus sex "färgade" objektbollar i gult, grönt, brunt, blått, rosa och svart samt en vit köboll. De röda bollarna är sällan numrerade men de sex färgade kan vara det.
Den radiala differensen för en biljardboll överstiger aldrig 0,001 tum. Bollen har en densitet om cirka 1,7 gram/cm³ och väger 165 gram. De flesta biljardbollar tillverkas av fenolplast. Historiskt har biljardbollar tillverkats i både elfenben och celluloid.

### Bord

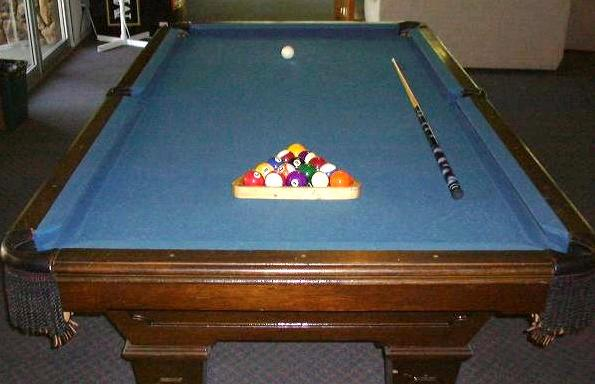
Biljardbord.

Det finns många storlekar och stilar på biljardbord. Oftast är borden två gånger så långt som brett. De flesta pool-bord är 7, 8 eller 9 fot långa, medan snookerbord är 12 fot och carambolen använder 10 fot som standard. Snooker- och poolbord har båda sex hål (fickor), fyra i hörnen och två (vänster miljö och höger miljö) längs långsidorna. Caramboleborden saknar hål helt och hållet och är uppvärmda.
Borden är oftast tillverkade i trä med en skiva av skiffer och vallar av gummi klätt med en biljardduk i vävd ull eller ull/nylon. Snookerbord har traditionellt fibrerna i duken borstade åt ett och samma håll vilket påverkar bollarnas beteende när de rullar mot "riktningen".  Biljarddukar är traditionellt gröna men andra färger förekommer.

### Köer
Biljardkön är en ca 150 cm lång käpp som används för att stöta runt bollarna. Spetsen är oftast tillverkad av lönn och har ett köben med en liten läderbit fastklistrad längst fram. Den bakre delen är ofta rikligt dekorerad i olika träslag. Köer tillverkas även i grafit och glasfiber.

### Kratta
Ett redskap som ersätter den vanliga handställningen på bordet när spelaren inte når fram till bollen på egen hand. Den består av en stav med ett krattliknande huvud längst fram.

### Krita

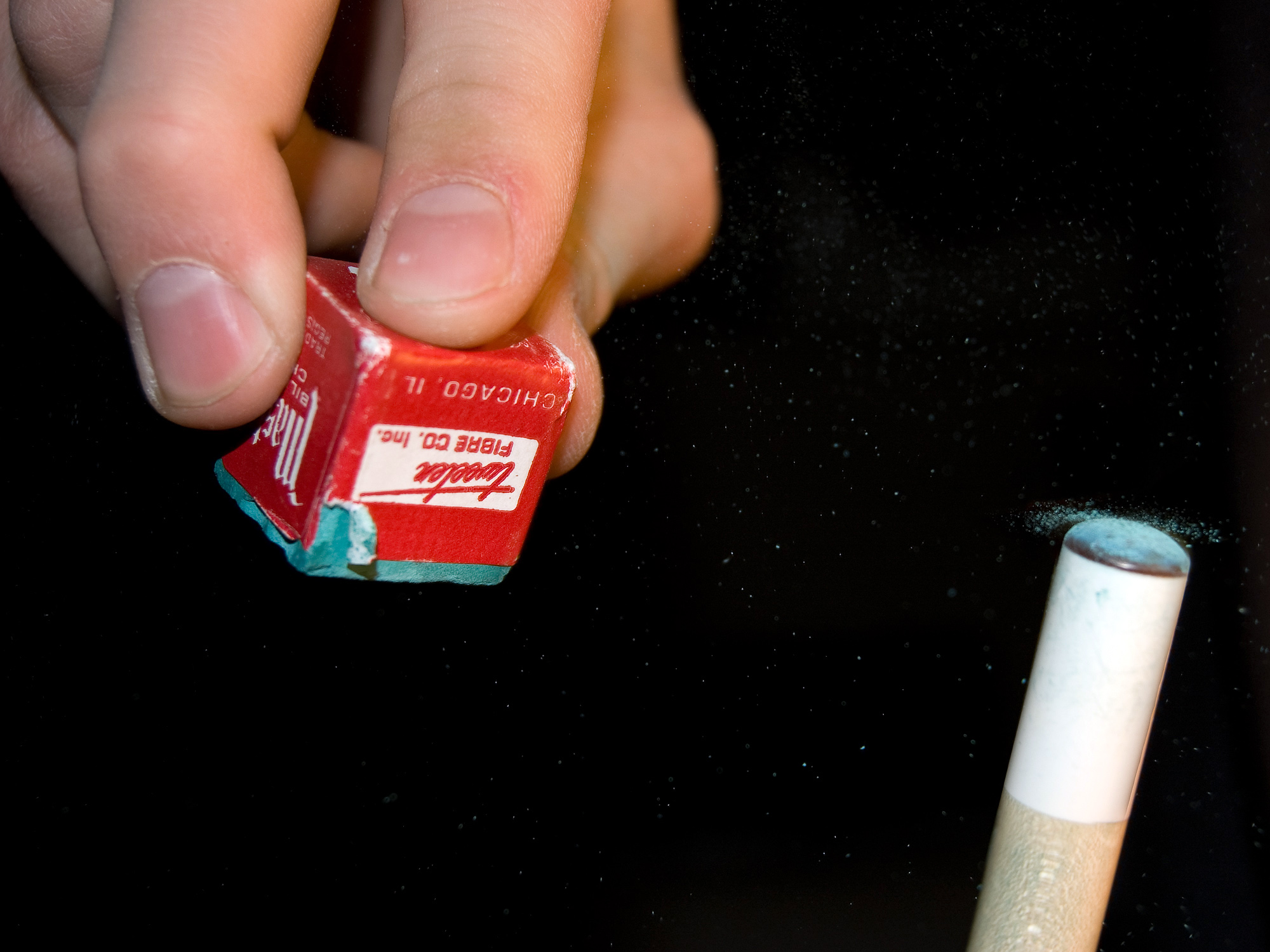
Krita används på en köspets för att öka friktionen.

Krita användes för att öka friktionen mellan boll och köspets. Trots namnet är det inte krita som används som material utan någon form av silikat. Krita började användas innan kölädret togs i bruk. Det finns endast en sorts krita och den appliceras genom att man gnuggar köspetsen mot kritkuben. Efter hand gräver sig kön ner i kritan och ett cirkelformat hål bildas. Kritan runtomkring brukar spricka och den blir då väldigt svår att applicera. Därför slängs vanligen 1/3 av kritan eftersom den inte går att använda.

### Triangel
Ett trekantigt redskap som används för att lägga upp bollarna i organiserad tät form på bordet. Kan även vara diamantformad för 9-ballspel. Tillverkningsmaterialet är oftast trä eller plast.